# Concours général individuel homme aux championnats du monde de gymnastique artistique
Depuis 1992, il n'y a pas de compétition l'année des Jeux Olympiques.

## Médaillés
| Édition   | Lieu                                       | Or                                                                 | Argent                                       | Bronze                                        |
| --------- | ------------------------------------------ | ------------------------------------------------------------------ | -------------------------------------------- | --------------------------------------------- |
| 1903      | Anvers                                     | Josef Martinez France                                              | Georges Wierincky Belgique Joseph Lux France | -                                             |
| 1905      | Bordeaux                                   | Marcel Lalue France                                                | Daniel Lavielle France                       | Lucien Démanet France                         |
| 1907      | Prague                                     | Joseph Czada Bohême                                                | Jules Rolland France                         | František Erben Bohême                        |
| 1909      | Luxembourg                                 | Marcos Torres France                                               | Joseph Czada Bohême                          | Armand Coidelle France                        |
| 1911      | Turin                                      | Ferdinand Steiner Bohême                                           | Joseph Czada Bohême                          | Karel Stary Bohême Svatopluk Svoboda Bohême   |
| 1913      | Paris                                      | Marcos Torres France                                               | Karel Stary Bohême                           | Josef Sykora Bohême                           |
| 1915-1917 | N'a pas eu lieu (Première Guerre mondiale) | N'a pas eu lieu (Première Guerre mondiale)                         | N'a pas eu lieu (Première Guerre mondiale)   | N'a pas eu lieu (Première Guerre mondiale)    |
| 1922      | Ljubljana                                  | Frantisek Pechacek Tchécoslovaquie Petar Sumi Yougoslavie          | -                                            | Stane Derganc Yougoslavie                     |
| 1926      | Lyon                                       | Petar Sumi Yougoslavie                                             | Josef Effenberger Tchécoslovaquie            | Ladislav Vacha Tchécoslovaquie                |
| 1930      | Luxembourg                                 | Josip Primozic Yougoslavie                                         | Jan Gajdos Tchécoslovaquie                   | Emanuel Loeffler Tchécoslovaquie              |
| 1931      | Paris                                      | Hudec Tchécoslovaquie                                              | Savolainen Finlande                          | Jan Gajdos Tchécoslovaquie                    |
| 1934      | Budapest                                   | Eugene Mack Suisse                                                 | Romeo Neri Italie                            | Emanuel Loeffler Tchécoslovaquie              |
| 1938      | Prague                                     | Jan Gajdos Tchécoslovaquie                                         | Jan Sladek Tchécoslovaquie                   | Eugene Mack Suisse                            |
| 1942      | N'a pas eu lieu (Seconde Guerre mondiale)  | N'a pas eu lieu (Seconde Guerre mondiale)                          | N'a pas eu lieu (Seconde Guerre mondiale)    | N'a pas eu lieu (Seconde Guerre mondiale)     |
| 1950      | Bâle                                       | Walther Lehmann Suisse                                             | Marcel Adatte Suisse                         | Olavi Rove Finlande                           |
| 1954      | Rome                                       | Viktor Chukarin Union soviétique Valentin Muratov Union soviétique | -                                            | Grant Changinjian Union soviétique            |
| 1958      | Moscou                                     | Boris Shakhlin Union soviétique                                    | Takashi Ono Japon                            | Yuri Titov Union soviétique                   |
| 1962      | Prague                                     | Yuri Titov Union soviétique                                        | Yukio Endo Japon                             | Boris Shakhlin Union soviétique               |
| 1966      | Dortmund                                   | Mikhail Voronine Union soviétique                                  | Shuji Tsurumi Japon                          | Akinori Nakayama Japon                        |
| 1970      | Ljubljana                                  | Eizo Kenmotsu Japon                                                | Mitsuo Tsukahara Japon                       | Akinori Nakayama Japon                        |
| 1974      | Varna                                      | Shigeru Kasamatsu Japon                                            | Nicolai Andrianov Union soviétique           | Eizo Kenmotsu Japon                           |
| 1978      | Strasbourg                                 | Nicolai Andrianov Union soviétique                                 | Eizo Kenmotsu Japon                          | Alexander Dityatin Union soviétique           |
| 1979      | Fort Worth                                 | Alexander Dityatin Union soviétique                                | Kurt Thomas États-Unis                       | Alexander Tkatchev Union soviétique           |
| 1981      | Moscou                                     | Yuri Korolev Union soviétique                                      | Bogdan Makuts Union soviétique               | Koji Gushiken Japon                           |
| 1983      | Budapest                                   | Dimitri Bilozertchev Union soviétique                              | Koji Gushiken Japon                          | Lou Yun Chine Arthur Akopian Union soviétique |
| 1985      | Montréal                                   | Yuri Korolev Union soviétique                                      | Vladimir Artemov Union soviétique            | Sylvio Kroll Allemagne de l'Est               |
| 1987      | Rotterdam                                  | Dimitri Bilozertchev Union soviétique                              | Yuri Korolev Union soviétique                | Vladimir Artemov Union soviétique             |
| 1989      | Stuttgart                                  | Igor Korobchinski Union soviétique                                 | Valentin Mogilny Union soviétique            | Li Jing Chine                                 |
| 1991      | Indianapolis                               | Grigory Misutin Union soviétique                                   | Vitali Scherbo Union soviétique              | Valeri Liukin Union soviétique                |
| 1992      | Paris                                      | Pas de compétition                                                 | Pas de compétition                           | Pas de compétition                            |
| 1993      | Birmingham                                 | Vitali Scherbo Biélorussie                                         | Sergei Charkov Russie                        | Andreas Wecker Allemagne                      |
| 1994      | Brisbane                                   | Ivan Ivankov Biélorussie                                           | Alexei Voropaev Russie                       | Vitali Scherbo Biélorussie                    |
| 1995      | Sabae                                      | Li Xiaoshuang Chine                                                | Vitali Scherbo Biélorussie                   | Evgeni Shabaev Russie                         |
| 1996      | San Juan                                   | Pas de compétition                                                 | Pas de compétition                           | Pas de compétition                            |
| 1997      | Lausanne                                   | Ivan Ivankov Biélorussie                                           | Alexei Bondarenko Russie                     | Naoya Tsukahara Japon                         |
| 1999      | Tianjin                                    | Nikolai Kryukov Russie                                             | Naoya Tsukahara Japon                        | Jordan Jovtchev Bulgarie                      |
| 2001      | Gand                                       | Feng Jing Chine                                                    | Ivan Ivankov Biélorussie                     | Jordan Jovtchev Bulgarie                      |
| 2002      | Debrecen                                   | Pas de compétition                                                 | Pas de compétition                           | Pas de compétition                            |
| 2003      | Anaheim                                    | Paul Hamm États-Unis                                               | Yang Wei Chine                               | Hiroyuki Tomita Japon                         |
| 2005      | Melbourne                                  | Hiroyuki Tomita Japon                                              | Hisashi Mizutori Japon                       | Denis Savenkov Biélorussie                    |
| 2006      | Aarhus                                     | Yang Wei Chine                                                     | Hiroyuki Tomita Japon                        | Fabian Hambüchen Allemagne                    |
| 2007      | Stuttgart                                  | Yang Wei Chine                                                     | Fabian Hambüchen Allemagne                   | Hisashi Mizutori Japon                        |
| 2009      | Londres                                    | Kohei Uchimura Japon                                               | Daniel Keatings Royaume-Uni                  | Yury Ryazanov Russie                          |
| 2010      | Rotterdam                                  | Kohei Uchimura Japon                                               | Philipp Boy Allemagne                        | Jonathan Horton États-Unis                    |
| 2011      | Tokyo                                      | Kohei Uchimura Japon                                               | Philipp Boy Allemagne                        | Koji Yamamuro Japon                           |
| 2013      | Anvers                                     | Kohei Uchimura Japon                                               | Ryohei Kato Japon                            | Fabian Hambuechen Allemagne                   |
| 2014      | Nanning                                    | Kohei Uchimura Japon                                               | Max Whitlock Royaume-Uni                     | Yusuke Tanaka Japon                           |
| 2015      | Glasgow                                    | Kohei Uchimura Japon                                               | Manrique Larduet Cuba                        | Deng Shudi Chine                              |
| 2017      | Montréal                                   | Xiao Ruoteng Chine                                                 | Lin Chaopan Chine                            | Kenzō Shirai Japon                            |
| 2018      | Doha                                       | Artur Dalaloyan Russie                                             | Xiao Ruoteng Chine                           | Nikita Nagornyy Russie                        |
| 2019      | Stuttgart                                  | Nikita Nagornyy Russie                                             | Artur Dalaloyan Russie                       | Oleg Verniaiev Ukraine                        |
| 2021      | Kitakyūshū                                 | Zhang Boheng (CHN)                                                 | Daiki Hashimoto (JPN)                        | Illia Kovtun (UKR)                            |
| 2022      | Liverpool                                  | Daiki Hashimoto (JPN)                                              | Zhang Boheng (CHN)                           | Wataru Tanigawa (JPN)                         |
| 2023      | Anvers                                     | Daiki Hashimoto (JPN)                                              | Illia Kovtun (UKR)                           | Fred Richard (USA)                            |

## Tableau des médailles
Mis à jour après les championnats du monde de 2023.
| Rang  | Nation          | Or | Argent | Bronze | Total |
| ----- | --------------- | -- | ------ | ------ | ----- |
| 1     | Russie          | 16 | 10     | 11     | 37    |
| 2     | Japon           | 11 | 11     | 11     | 33    |
| 3     | Chine           | 6  | 4      | 3      | 13    |
| 4     | France          | 4  | 3      | 2      | 9     |
| 5     | Biélorussie     | 3  | 2      | 2      | 7     |
| 6     | Yougoslavie     | 3  | -      | 1      | 4     |
| 7     | Bohême          | 2  | 3      | 4      | 9     |
| 8     | Tchécoslovaquie | 2  | 3      | 3      | 8     |
| 9     | Suisse          | 2  | 1      | 1      | 4     |
| 10    | États-Unis      | 1  | 1      | 2      | 4     |
| 11    | Allemagne       | -  | 3      | 4      | 7     |
| 12    | Grande-Bretagne | -  | 2      | -      | 2     |
| 13    | Ukraine         | -  | 1      | 2      | 3     |
| 14    | Italie          | -  | 1      | -      | 1     |
| 14    | Belgique        | -  | 1      | -      | 1     |
| 14    | Cuba            | -  | 1      | -      | 1     |
| 17    | Bulgarie        | -  | -      | 2      | 2     |
| 18    | Finlande        | -  | -      | 1      | 1     |
| TOTAL | TOTAL           | 50 | 47     | 49     | 146   |